# HMS Southdown (L25)
Pour les autres navires du même nom, voir HMS Southdown.
Le HMS Southdown est un destroyer de classe Hunt de type I de la Royal Navy, qui participa aux opérations navales contre la Kriegsmarine (marine Allemande) pendant la seconde Guerre mondiale.

## Construction
Le Southdown est commandé le 11 avril 1939  dans le cadre du programme de construction d'urgence de la guerre de 1939 pour le chantier naval de J. Samuel White & Company à Cowes sur l'île de Wight sous le numéro J6602. La pose de la quille est effectuée le 22 août 1939, le Southdown est lancé le 5 juillet 1940 et mis en service le 8 novembre 1940.
Il est parrainé par la communauté civile de Woking dans le Surrey, dans le cadre de la Warship Week (semaine des navires de guerre) en mars 1942.

## Histoire

### Seconde guerre mondiale
Le Southdown remporte les honneurs de bataille pendant la Seconde Guerre mondiale pour la mer du Nord 1941-1945, où il passe la majorité de son service, ainsi que dans la Manche.

Dans le cadre de protection de convois, il lutte principalement contre les attaques les torpilleurs rapides allemands Schnellboote.
En juin 1944, le Southdown intègre le 102 Groupe d'escorte et escorte les convois de Nore jusqu'au plages du débarquement de Normandie pendant l'opération Neptune, le soutien naval de l'opération Overlord.
Le 14 mai 1945, il est déployé avec le destroyer HMS Brocklesby en appui de l'occupation alliée de Cuxhaven.

### Après guerre
Après la guerre, le Southdown est converti pour servir de navire-cible aérien à Rosyth en septembre 1945 et remplit ce rôle après le retrait de son armement.
Il est retiré du service en avril 1946, puis désarmé et réduit au statut de réserve à Portsmouth en mai de la même année.
Inscrit sur la liste de destruction, il est vendu à BISCO pour son démantèlement par T W Ward à Barrow en 1956, et arrive par remorquage au chantier du démolisseur le 1er décembre 1956.

### Honneurs de bataille
- Mer du nord 1941-1945
- Normandie 1944